# Narodowy Uniwersytet Państwowej Służby Podatkowej Ukrainy
Narodowy Uniwersytet Państwowej Służby Podatkowej Ukrainy (ukr. Національний університет державної податкової служби України, НУДПСУ) – ukraińska szkoła wyższa w Irpieniu, w obwodzie kijowskim. Kształcenie prowadzone jest w różnych specjalnościach na 7 fakultetach. W 1921 roku został założony Ukraiński Technikum Torfu (ukr. Український торф'яний технікум), który w 1932 roku został przeniesiony do pobliskiego Irpienia i zmienił nazwę na Irpieński Technikum Torfu (ukr. Ірпінський торф'яний технікум). Po wyzwoleniu Irpienia od hitlerowskich faszystów w marcu 1944 został zorganizowany Irpieński Technikum Górnictwa i Paliw (ukr. Ірпінський гірничо-паливний технікум). W 1961 przemianowany na Irpieński Technikum Industrialny (ukr. Ірпінський індустріальний технікум). W 1990 reorganizowany na Irpieński Koledż (Technikum) Finansowo-Przemysłowy (ukr. Ірпінський фінансово-промисловий коледж). W 1996 roku na podstawie Koledżu powstał Ukraiński Instytut Finansowo-Ekonomiczny (ukr. Український фінансово-економічний інститут). W 1999 roku został reorganizowany w Akademię Państwowej Służby Podatkowej Ukrainy (ukr. Національна Академія державної податкової служби України), która 21 sierpnia 2003 otrzymała status Narodowej. Dopiero 23 sierpnia 2006 otrzymał obecną nazwę.